# Władysław Gomułka

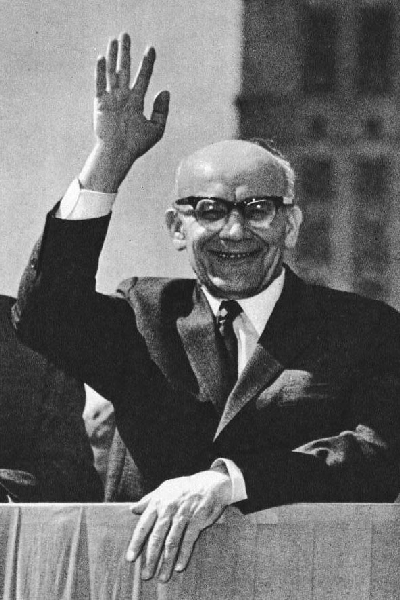
Władysław Gomułka

Władysław Gomułka, Tarnname Wiesław, Feliks Duniak (* 6. Februar 1905 in Krosno, Galizien, damals Österreich-Ungarn; † 1. September 1982 in Konstancin-Jeziorna) war ein polnischer kommunistischer Politiker und von Oktober 1956 bis Dezember 1970 als Parteichef der Polnischen Vereinigten Arbeiterpartei (PVAP) der mächtigste Politiker der Volksrepublik Polen.

## Leben
Gomułka wurde in eine Arbeiterfamilie geboren. Nach einigen Jahren Grundschulbildung wurde er Schlosser und schlug dann eine Funktionärskarriere ein, zunächst in dezidiert linken Gewerkschaften, ab 1926 in der Kommunistischen Partei Polens (KPP). 1929 wurde er in die oberste Führungsebene der kommunistisch kontrollierten Partei PPS-Lewica gewählt, die 1931 von den Behörden aufgelöst wurde. Nachdem er wegen seiner Aktivitäten von 1932 bis 1934 zwei Jahre in Haft verbracht hatte, fuhr er während einer Haftverschonung aus gesundheitlichen Gründen für ein Jahr zur Schulung in die Sowjetunion. Nach seiner Rückkehr wurde er 1935 erneut verhaftet und mit Unterbrechungen bis Kriegsbeginn 1939 erneut inhaftiert. Die Jahre 1939 bis 1942 verbrachte er im sowjetisch besetzten Teil Polens in Białystok und Lemberg, wo er Abteilungsleiter einer Papierfabrik war, bzw. nach dem deutschen Überfall auf die UdSSR im Untergrund. Im Frühjahr 1941 erfolgte seine Aufnahme in die Kommunistische Partei der Sowjetunion.
Gomulka begab sich 1942 über das heimatliche Karpatenvorland nach Warschau, wo er die Polnische Arbeiterpartei (Polska Partia Robotnicza, PPR) im Untergrund mitbegründete. Nach dem Tod zweier anderer Funktionäre wurde er zum Generalsekretär der Partei bestimmt. In dieser Funktion entfaltete er eine rege publizistische Tätigkeit und prägte das im Herbst 1943 veröffentlichte Programm der Partei entscheidend. Zudem wirkte er entscheidend daran mit, Splittergruppen anderer Parteien zu mobilisieren, die in den vorbereitenden Strukturen für ein kommunistisch gesteuertes Nachkriegspolen mitarbeiteten. Nachdem im November 1943 mehrere andere Parteiführer von der Gestapo verhaftet worden waren, verblieb Gomułka als einzige Führungspersönlichkeit aktiv und dominierte damit die Partei. Lediglich Bolesław Bierut trat aufgrund seiner guten Verbindungen nach Moskau noch einige Monate als Konkurrent auf, bis Gomułka sich auch gegenüber der sowjetischen Führung etabliert hatte.
In der neuen kommunistisch-geführten Regierung fungierte Gomułka als stellvertretender Ministerpräsident und Minister für die „wiedergewonnenen Gebiete“, also die bisherigen deutschen Ostgebiete.
Innerhalb der Arbeiterpartei (ab 1948 Polnische Vereinigte Arbeiterpartei) kam es bald zu Streitigkeiten über die politische Ausrichtung, bei denen Gomułka für eine nationalpolnische kommunistische Lösung plädierte. Das Lager der engen Stalin-Anhänger um Bolesław Bierut, Hilary Minc und Jakub Berman konnte sich jedoch mit Moskauer Unterstützung durchsetzen und stürzte Gomułka im Herbst 1948 wegen angeblicher rechtsnationalistischer Abweichungen. In der folgenden stalinistischen Phase bereitete man einen Schauprozess gegen ihn vor, der jedoch nicht zustande kam. 1951 wurde er jedoch verhaftet und aus der Partei ausgeschlossen. 1954 erfolgte seine Freilassung.

### Parteichef

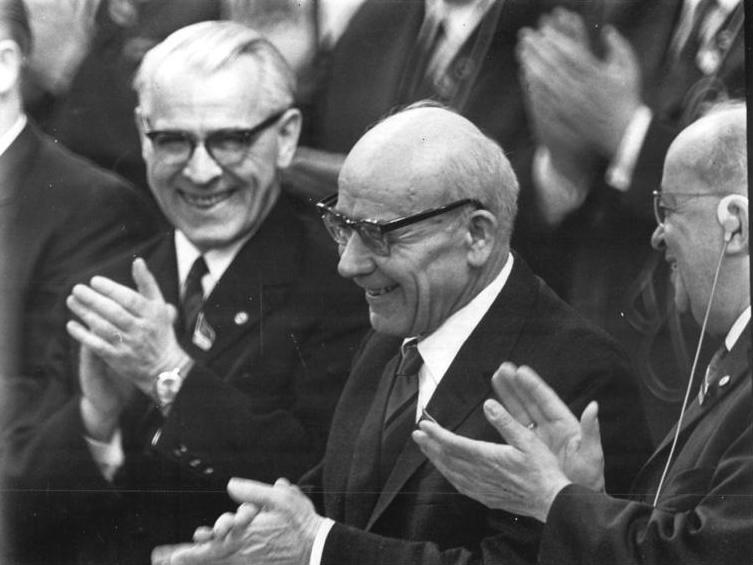
Gomułka (Mitte) mit Willi Stoph und Friedrich Ebert jr. auf dem VII. Parteitag der SED 1967

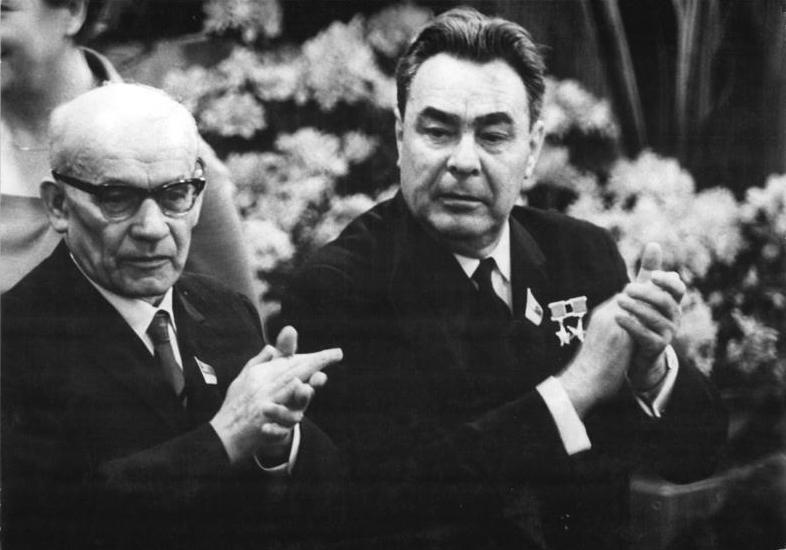
Gomułka mit Leonid Breschnew

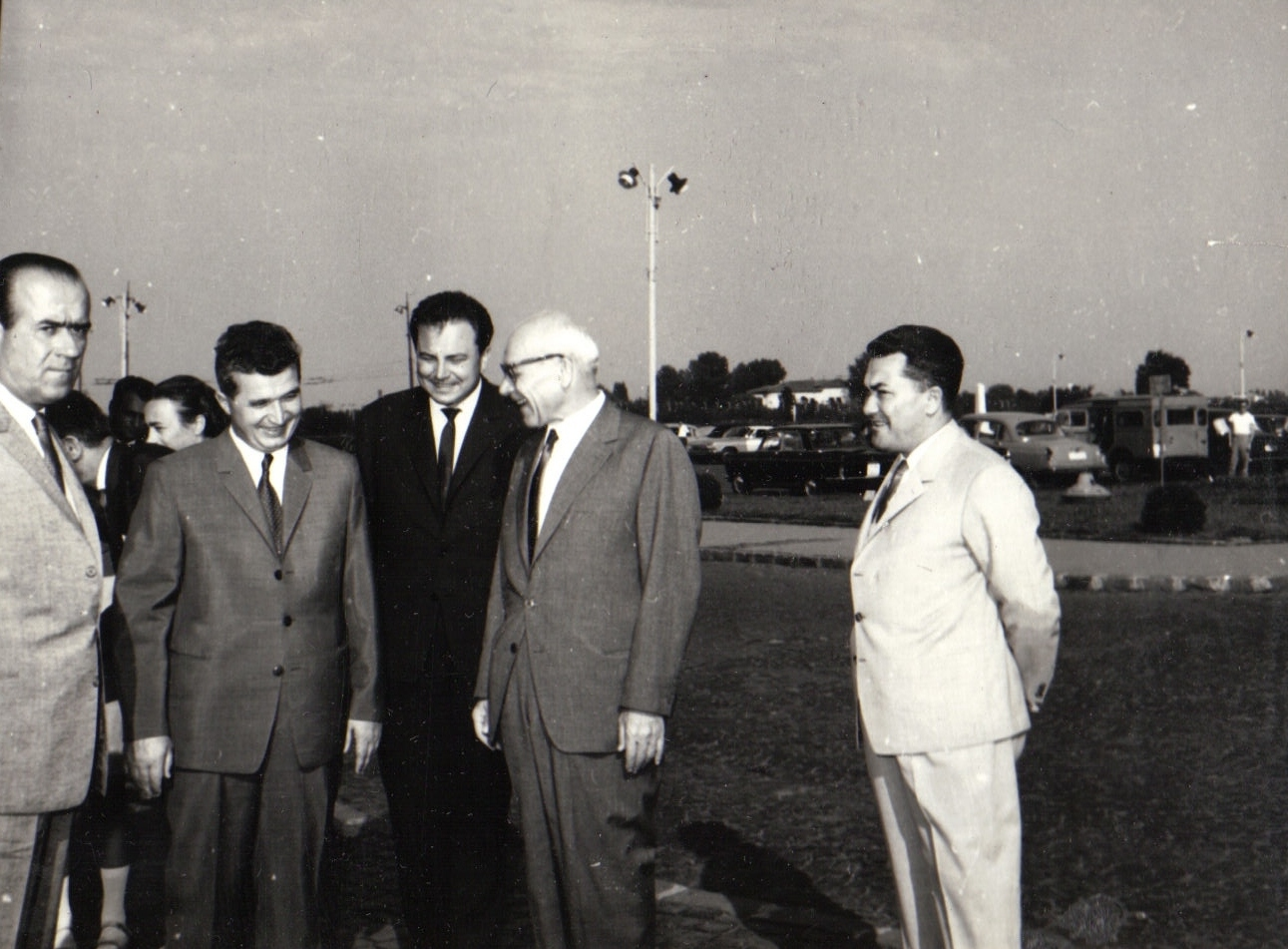
Gomułka mit Nicolae Ceaușescu

Nachdem die politischen Unruhen im Herbst 1956 eskaliert waren und Parteichef Edward Ochab abgelöst worden war, kehrte Gomułka im Triumph und mit der Unterstützung von weiten Teilen der polnischen Gesellschaft an die Macht zurück und wurde zum Parteichef der Polnischen Vereinigten Arbeiterpartei (PVAP) gewählt. Die Sowjetunion stand ihm zunächst ablehnend gegenüber, war jedoch schließlich bereit, Gomułka anzuerkennen, nachdem er die sowjetische Besatzung Polens nicht mehr anprangerte. Am 29. Oktober 1956 erschien er auf der Tribüne vor dem Warschauer Kulturpalast vor einer riesigen Menge von Warschauern und wurde stürmisch begrüßt.
Gomułka bremste die unter seinen Vorgängern noch nicht vollzogene Kollektivierung der privaten Landwirtschaft ab, erlaubte im begrenzten Rahmen private Kleinunternehmen und konzentrierte sich auf die Modernisierung der bereits in Staatsbesitz befindlichen Produktion. Mit dieser Wirtschaftsstrategie erzielte die polnische Wirtschaft in den späten 1950er und frühen 1960er Jahren hohe Wachstumsraten. Die Versorgung mit lebensnotwendigen Gütern stabilisierte sich und auch neuartige Konsumgüter wie Fernseh- und elektrische Haushaltsgeräte waren bald in den meisten Haushalten vorhanden. Die Städte wuchsen rasch durch staatliche Wohnungsbauprogramme und die Entwicklung der Plattenbauverfahren, welche in den 1970ern ihren Höhepunkt erreichten.
Die Kehrseite dieser Entwicklung war eine baldige erneute Zunahme der von Gomułka anfänglich stark gelockerten staatlichen Repressalien, vor allem gegen kritische Intellektuelle und die in Polen gesellschaftlich einflussreiche katholische Kirche. Die nach wie vor bestehende politische Abhängigkeit Polens von der Sowjetunion machte auch Gomułkas anfänglich relativ populäre Regierung, die von vielen Polen als das gegenüber den moskautreuen Kommunisten geringere Übel betrachtet wurde, zunehmend unbeliebt.

### Krise und Sturz
Die in Europa ab den späten 1960er Jahren um sich greifenden Studentenrevolten und die Ereignisse in der Tschechoslowakei verschärften die Unzufriedenheit mit der polnischen Regierung (nebst dem DDR-Staatsratsvorsitzenden Walter Ulbricht gehörte Gomułka zu den entschiedensten Gegnern der Reformpolitik im Nachbarland).
Ab jetzt begann dem Parteichef Gomułka sogar innerhalb der Partei selbst die Macht zu entgleiten. Im Krisenjahr 1968 spielten andere, wie etwa Innenminister Mieczysław Moczar, die Hauptrolle bei unrühmlichen Ereignissen wie der Niederschlagung der Studentenproteste und einer antizionistischen Kampagne.
Einen letzten Versuch, seiner Entmachtung zu entrinnen, stellte die Annäherung an die Bundesrepublik Deutschland dar. Gomułka bot am 17. Mai 1969 der westdeutschen Regierung Verhandlungen an. Der neue Bundeskanzler Willy Brandt griff diesen Faden auf, sodass Anfang Dezember 1970 der Warschauer Vertrag unterzeichnet werden konnte. Er enthielt die Bestätigung der Oder-Neiße-Grenze durch die Bundesrepublik, sodass Gomułkas politisches Hauptziel erreicht war. Bereits zwei Wochen später – nach Ausbruch gewalttätiger Arbeiterunruhen an der Ostseeküste – wurde er jedoch von seinen Parteigenossen gestürzt.
Heute gilt Gomułka gemeinhin als ein relativ glaubwürdiger Vertreter eines nationalkommunistischen Kurses, der zudem polnischen „Stallgeruch“ besessen und sich niemals bereichert hatte. Negativ schlugen allerdings Vorkommnisse wie sein Schießbefehl auf die Danziger Demonstranten 1970 zu Buche.